# Ammothereva mesasiatica
Ammothereva mesasiatica är en tvåvingeart som först beskrevs av Zaitzev 1970.  Ammothereva mesasiatica ingår i släktet Ammothereva och familjen stilettflugor. Inga underarter finns listade i Catalogue of Life.